# Ethel Walker
Ethel Walker (9 de junho de 1861 — 2 de março de 1951) foi uma pintora escocesa de retratos, motivos florais, paisagens marítimas e composições decorativas. Alcançou considerável sucesso ao longo de sua carreira, tornando-se na primeira mulher eleita para o New English Art Club em 1900.
Membro do The London Group, foi eleita Presidente Honorária do Women's International Art Club em 1932, embora Ethel Walker tenha proclamado que "não existe uma mulher artista. Existem apenas dois tipos de artistas — bons e maus", e ainda nomeada Dama Comandante da Ordem do Império Britânico em 1943, tornando-se também numa das quatro únicas artistas mulheres a receber a honra até 2010. Foi também eleita Associada da Royal Academy em 1940.
O seu trabalho exibe a influência do impressionismo e da arte asiática, para além dos trabalhos de Pierre Puvis de Chavannes e Paul Gauguin.  As suas obras foram amplamente exibidas durante a sua vida na Royal Academy, na Royal Society of Arts e na Lefevre Gallery, tendo ainda representado a Grã-Bretanha na Bienal de Veneza em 1922, 1924, 1928 e 1930.
Após a sua morte, foi homenageada com uma grande retrospectiva na Tate Gallery em 1951, ao lado de Gwen John e Frances Hodgkins.
Era lésbica, tendo sido sugerido por críticos que Ethel Walker foi uma das primeiras artistas a explorar a sua homossexualidade de forma aberta em suas obras.

## Origem e Educação
Nascida a 9 de junho de 1861 em Edimburgo, Escócia, Ethel Walker era a filha mais nova de Arthur Abney Walker, natural de Yorkshire, e da sua segunda esposa, Isabella Walker (nascida Robertson), natural da Escócia. O seu pai era oriundo de uma família com longa tradição de serem fundidores de ferro. Ainda jovem, mudou-se para Brondesbury, em Londres, onde aprendeu desenho com Hector Caffierti.
Após terminar o ensino médio, frequentou a Ridley School of Art. Em 1880, conheceu a colega artista Clara Christian (1868-1906), com a qual trabalhou e partilhou casa. Após, frequentou também a Putney School of Art e visitou Madrid, onde estudou e fez cópias de obras de Diego Velázquez. Regressada a Londres, frequentou a Westminster School of Art, tornado-se pupila de Frederick Brown. Por volta de 1893, seguiu o seu mestre para a Slade School of Art, onde realizou estudos posteriores. Durante esse período, ingressou também nas aulas noturnas de pintura com Walter Sickert. Anos mais tarde, regressou à Slade School em 1912 e 1916 para estudar técnicas de afrescos e pintura a têmpera; e novamente em 1921 para estudar escultura com James Havard Thomas.

## Carreira

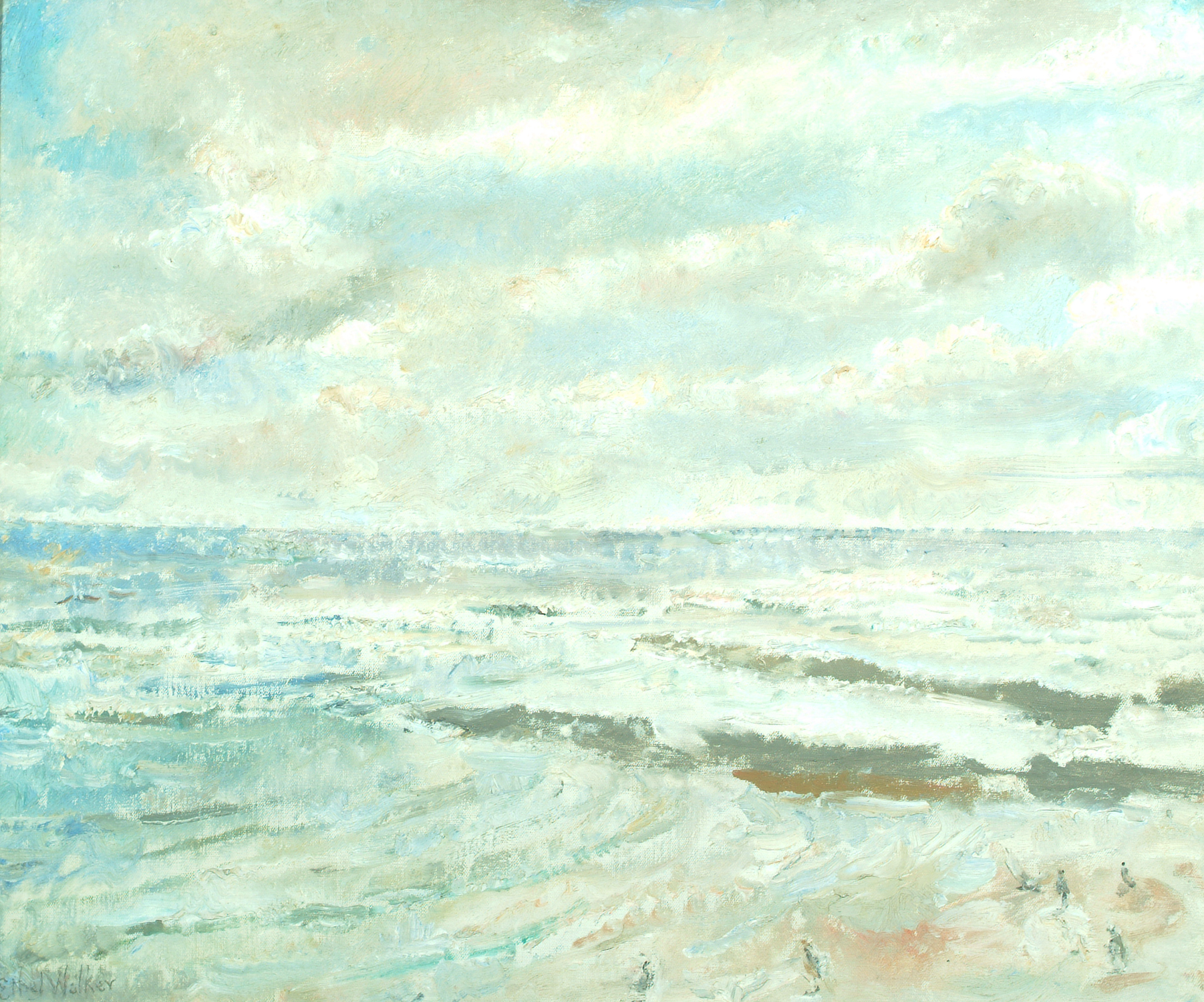
Baía de Robin Hood, Galeria de Arte de Aberdeen

Ethel Walker produziu um grande conjunto de obras de diferentes gêneros, incluindo flores, paisagens marítimas e temas míticos. Influenciada pela arte grega e renascentista, bem como a pintura chinesa e a filosofia taoísta, também se interessou pela forma feminina, tornando-se mais conhecida pelos seus retratos. As obras de Walker ao longo de sua carreira pareciam capturar o espírito humano ao mesmo tempo que celebravam a beleza do corpo feminino.
Uma das obras mais conhecidas que criou foi uma série que refletia temas mitológicos, tendo retratado várias modelos femininas nuas. As suas pinceladas táticas, obscurecem detalhes desnecessários, permitindo-lhe enfatizar a expressão dos seus modelos ou aspectos do clima do momento. Na obra intitulada Invocation (Invocação), Ethel Walker usou 25 modelos femininas, todas seminuas ou nuas, ajoelhadas ao redor de três modelos femininas que usavam roupas transparentes, sendo sobrevoadas por pássaros no alto da pintura. É considerada a sua peça mais detalhada.
Era uma defensora da forma feminina natural, frequentemente repreendendo publicamente outras mulheres por usarem maquilhagem e roupas pesadas que escondiam as suas formas. As suas modelos não eram autorizadas a usar batom ou esmalte durante as sessões.
Como retratista, os temas de Ethel Walker variavam de conhecidos casuais a amigos próximos e associados. Pintou as colegas artistas Lucien Pissarro, Nicolette Macnamara e Orovida Camille Pissarro, bem como figuras da sociedade, incluindo a política norte-americana e britânica Nancy Astor, a Condessa de Strathcona e a editora de revistas e livros Joan Werner Laurie ou o autor Leo Walmsley.
Entre as várias histórias sobre os seus retratos encomendados, destacava-se a de Ethel Walker e Nancy Astor, tendo a sua amizade sido prejudicada, após esta ter recusado alterar a sua pintura finalizada, de acordo com as especificações de Nancy, a quem chamou de esnobe, ou ainda a de ter sido recomendada pelo actor  Charles Laughton, após pintar o seu retrato e o de Flora Robson, para criar o retrato da sua esposa Elsa Lanchester como Prue em Love for Love, de William Congreve, no qual todos os três atores estrelaram em Sadler's Wells.
Walker também pintou a jovem Barbara Hepworth enquanto ela estava hospedada em Robin Hood's Bay, onde a artista possuía uma casa de campo com vista para o mar, ou ainda pelo menos dois estudos conhecidos do jovem Christopher Robin Milne, um dos quais encontrava-se pendurado no escritório de AA Milne, o autor de Ursinho Pooh.
Até à sua morte, a arte produzida pela artista escocesa teve um impacto positivo e instigante na arte como um todo, sendo ainda hoje em dia regularmente exibida em exposições e muitas galerias, principalmente na The Gatehouse Gallery em Glasgow, Escócia.

## Vida pessoal
Considerada uma artista especialmente social, tendo vivido durante muitos anos no seu estúdio em Cheyne Walk, Chelsea, e participado activamente na vida artística da área, conheceu o influente romancista, escritor e crítico irlandês George Moore, que a apresentou ao impressionismo francês em Paris, retornando a Londres após uma visita a Espanha. Mais tarde, George Moore emprestou a Ethel Walker o seu apartamento na Victoria Street, em Londres, onde esta pintou a obra Angela, que a levou a ser aceite na New English Art School.
Entre os seus amigos estava o escritor William Rothenstein, que em março de 1935 homenageou a pintora com um jantar no Belgrave Hotel, contando com a presença de cerca de setenta convidados, incluindo os membros do Bloomsbury Group Virginia Woolf, Duncan Grant e Vanessa Bell, ao lado dos colegas artistas Wilson Steer e Henry Tonks. A pintora também se ofereceu para pintar a escritora norte-americana Virginia Woolf, algo descrito numa carta da escritora como: 'Serei pintada, completamente nu, por uma mulher chamada Ethel Walker que diz que sou a imagem de Lilith'. Ethel Walker pintou no entanto a irmã da escritora, Bell, em 1937, sentada numa cena doméstica interior, possivelmente na Charleston Farmhouse.
Walker deu aulas à jovem Cathleen Mann, a quem continuou a influenciar quando Mann se matriculou na Slade School of Fine Art. As duas mulheres frequentemente expunham lado a lado em exposições coletivas.
Aos oitenta anos, Walker travou amizade com o artista polaco exilado  Marian Kratochwil. Após a morte de Walker, o artista, que tinha desenhado a sua amiga deitada em seu leito de morte, soube que Ethel Walker tinha secretamente o tornado beneficiário da sua herança. Junto com a sua esposa Kathleen Browne, os Kratochwils mais tarde doaram muitas das obras de Walker a galerias, incluindo sete obras apresentadas no Courtauld Institute of Art em 1973.

## Exposições
Durante a sua vida expôs amplamente e alcançou reconhecimento considerável.
Começou a expor na Royal Academy em 1898, e ao longo da década de 1920, foi uma das artistas femininas mais frequentemente expostas na Exposição Anual de Verão, ao lado de Laura Knight e Dod Procter. Para efeito de comparação, a sua contemporânea Gwen John só foi apresentada numa grande exposição durante a sua vida, juntamente com o seu eminente irmão Augustus John.
A partir de 1930, realizou muitas exposições na Galeria Lefevre, incluindo: abril de 1931, março de 1933, janeiro-fevereiro de 1935, abril de 1939, outubro de 1942 e novembro de 1949.  Expôs também por um longo período na The Redfern Gallery, incluindo exposições em 1932 e 1952.
Em 1938, a Rainha Elizabeth, Rainha Mãe, uma ávida colecionadora de arte, comprou At Sea on an October Morning, de Walker, por £ 750. O interesse da rainha por Walker foi provavelmente influenciado pelo seu mentor artístico Jasper Ridley, cuja coleção incluía uma série de obras de Walker.
Em 1951, a Tate realizou uma grande retrospectiva intitulada Ethel Walker, Frances Hodgkins, Gwen John : A Memorial Exhibition, organizada pelo diretor da Tate, John Rothenstein, um amigo de Walker. A exposição foi bem recebida pelos críticos, incluindo um que escreveu no The Spectator que impressionou pela contribuição significativa de cada artista: 'Seria mesquinho tentar pesar a importância relativa das três pintoras [...] pois juntas elas formam a maior parte da contribuição feminina para a pintura britânica neste século'.
Em 2017, a grande obra de Walker , Decoration: The Excursion of Nausicaa, foi incluída na exposição Queer British Art 1861-1967 da Tate Britain .